# Flushing–Calle Main (línea Flushing)
Flushing–Calle Main es la estación terminal del extremo norte de la línea Flushing del metro de la ciudad de Nueva York, localizada en Main Street y la  Avenida Roosevelt en Flushing. Es una estación de tres vías, y dos plataformas centrales, renovadas completamente en 1999 y 2000, y tiene acceso a discapacitados ( ADA). Los azulejos de mosaicos dicen  "MAIN STREET"; y los azulejos pequeños a lo largo de la estación dicen "M". La salida original de la calle se encuentra en el centro de las plataformas con un control de tarifas entre el mezanine de la estación encima de las vías. La nueva área de la tarifa de control del extremo este tiene un cielo razo altísimo de aproximadamente 40 pies (12 m) debajo del nivel de la calle, y tiene un ascensor, tres escaleras eléctricas y una escalera en Lippman Plaza. La estación cuenta con nuevas obras de arte instalada a lo largo de la estación.

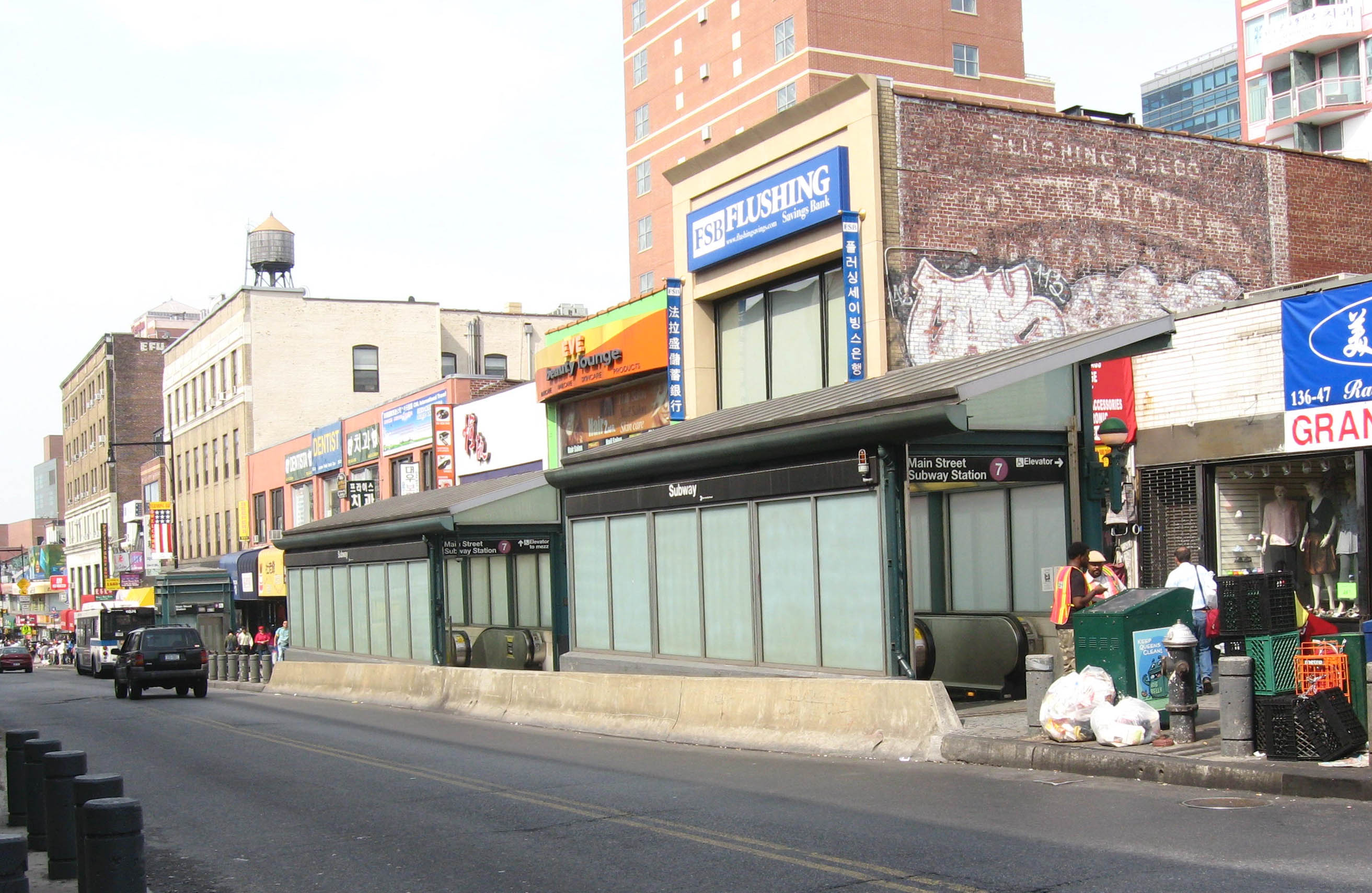
Entrada occidental de la estación tomada en 1999.

Esta estación es una de las tres de la línea Flushing que tiene accesiblidad para discapacitados. La estación Flushing–Calle Main está listada en el Registro Nacional de Lugares Históricos  desde el 2004.

## Conexiones de autobuses
- Q12, Q13, Q14, Q15, Q16, Q17, Q19, Q20A, Q20B, Q25, Q26, Q27, Q28, Q34, Q44, Q48, Q58, Q65, Q66, QBx1, N20 y el N21.